# Karol Schulz
Karol Schulz (* 18. června 1974) je slovenský fotbalový obránce a bývalý reprezentant.

## Fotbalová kariéra
V československé lize hrál za Inter Bratislava. Nastoupil v 8 ligových utkáních. Ve slovenské lize hrál i za Ozetu Duklu Trenčín a Artmedii Bratislava. Dále hrál za izraelský Hapoel Rishon LeZion, v Rakousku za SV Schwechat, ASK Schwadorf, First Vienna FC 1894 a ASK Bad Vöslau a na Slovensku za ŠK Lozorno. V Poháru vítězů pohárů nastoupil ve 2 utkáních.
Za reprezentační A-mužstvo Slovenska nastoupil v roce 1999 ve 4 utkáních.

## Ligová bilance
| Ročník                                   | Zápasy | Góly | Klub             |
| ---------------------------------------- | ------ | ---- | ---------------- |
| 1. československá fotbalová liga 1992/93 | 8      | 0    | Inter Bratislava |
| CELKEM 1. československá liga            | 8      | 0    |                  |